# Кушкаран
Кушкара́н (рос. Кушкаран, башк. Ҡушхаран) — присілок у складі Єрмекеєвського району Башкортостану, Росія. Входить до складу Кизил-Ярської сільської ради.
Населення — 74 особи (2010; 75 в 2002).
Національний склад:
- башкири — 90 %